# Серия терактов в Москве (1977)
8 января 1977 года в Москве была осуществлена серия террористических актов в виде трёх взрывов в общественных местах. Первая бомба взорвалась в 17:33 в вагоне московского метро на перегоне между станциями «Измайловская» и «Первомайская», что стало первым терактом в истории Московского метрополитена. Второй взрыв прогремел в 18:05 в торговом зале продуктового магазина № 15 на улице Дзержинского (ныне Большая Лубянка), неподалёку от зданий КГБ СССР. Третья бомба взорвалась в 18:10 у продовольственного магазина № 5 на улице 25 Октября (ныне Никольская).
В результате погибли 7 человек (все — при первом взрыве в метро), 37 были ранены. Следствием были установлены трое виновных: армянские националисты Степан Затикян, Акоп Степанян и Завен Багдасарян. Приговором суда от 24 января 1979 года они были осуждены к высшей мере наказания — смертной казни и 30 января 1979 года расстреляны.

## Следствие
К поискам преступников были привлечены лучшие следователи прокуратуры, МВД и КГБ СССР. Руководил оперативно-розыскной группой генерал-майор КГБ Вадим Удилов. Операция получила кодовое название «Взрывники». Было допрошено более 500 свидетелей, видевших предполагаемых преступников. Однако никто из них так и не смог чётко описать внешность террористов, многие путались в своих показаниях.
По собранным осколкам взрывных устройств следователями были установлены детали и материалы, которые использовались при их изготовлении. Выяснив места производства и продаж многих из этих материалов, следователи очертили круг «подозреваемых» городов: Ереван, Ростов-на-Дону и Харьков.
Выдвигались версии, что теракты могли устроить украинские или армянские националисты. Позже в аэропорту Ташкента один из сотрудников КГБ обратил внимание на сумку в руках пассажира: сумка была такой же, что использовалась террористами. Выяснилось, что сумку сшили в Ереване.
Эксперты установили, что электросварка бомб была проведена особым электродом с фтористо-кальциевым покрытием, который использовался только на предприятиях ВПК. На основании этого пришли к выводу, что кто-то из террористов работает в «оборонке».
В конце октября 1977 года те же преступники решили совершить ещё один теракт и с этой целью прибыли в Москву на Курский вокзал. Взяв обратные билеты на поезд «Москва — Ереван», они вышли, оставив сумку с бомбой в зале ожидания вокзала. Спустя несколько минут бесхозяйная вещь обратила на себя внимание одного из пассажиров, который заглянул внутрь сумки и, обнаружив мотки проводо́в и часовой механизм, сообщил о находке в дежурную службу милиции. В результате следственного осмотра были получены ценные улики: синяя спортивная куртка с олимпийской нашивкой из Еревана и шапка-ушанка. На шапке сыщики обнаружили несколько чёрных волос.
На поиски брюнетов без верхней одежды с чёрными вьющимися волосами была ориентирована милиция на всех железнодорожных вокзалах и в аэропортах страны в направлении Закавказья. На границе Грузии и Армении в третьем вагоне поезда № 55 «Москва — Ереван» был обнаружен черноволосый молодой человек в синих спортивных брюках (от того же костюма, что и синяя куртка), при нём не оказалось верхней одежды, документов и дорожных вещей. Это был рабочий Акоп Степанян (1947 года рождения). Ехал он вместе со своим товарищем — художником Завеном Багдасаряном (1954 года рождения). Цель поездки в Москву Степанян и Багдасарян объяснить не могли. Их задержали и этапировали в Ереван. Позже мать Степаняна опознала сумку, в которой находилась бомба, как сумку сына. Обыски на квартирах задержанных выявили взрывные устройства, которые были аналогичны московским.
По данным следствия, главным организатором и руководителем терактов был Степан Затикян, а Степанян и Багдасарян — их непосредственными исполнителями. На допросах Степанян и Багдасарян заявили, что были запуганы Затикяном, который, сидя в заключении, «подвинулся» на идее национализма и твердил, что нужно наказать русских за угнетение армянского народа.

## Степан Затикян и «Национальная объединённая партия Армении»
Степан Сегбосович Затикян, 1946 года рождения, окончил школу с золотой медалью. В 1966 году, будучи студентом Ереванского политехнического института, вместе с художником Айказуном Хачатряном и студентом Шагеном Арутюняном основал нелегальную «Национальную объединённую партию Армении» (НОП). НОП была националистической группой, ставившей целью создание независимой Армении с включением земель Турецкой Армении. Группа развила активную подпольную деятельность, имела собственную типографию и выпускала газету «Парос» («Маяк»).
В 1968 году основателей НОП, а также нескольких их последователей арестовали и судили за «антисоветскую агитацию и пропаганду» и за участие в «антисоветской организации». В 1972 году, после отбытия заключения, Затикян стал работать сборщиком трансформаторов на Ереванском электромеханическом заводе; в 1975 году подавал заявление о выходе из советского гражданства и добивался выезда из СССР, но получил отказ. Был женат, имел двоих детей. В момент взрыва находился в Ереване.
Акоп Степанян (1947 г. р.) и Завен Багдасарян (1954 г. р.), рабочие, были соседями Затикяна и родственниками между собой и так же, как и Затикян, состояли в НОП.

## Судебный процесс
Судебный процесс в Верховном суде СССР проходил с 16 по 20 января 1979 года. Сохранилась видеозапись выступлений обвиняемых во время судебного процесса. Одно из заявлений Затикяна на суде:

Я уже неоднократно заявлял, что я отказываюсь от вашего судилища и ни в каких защитниках не нуждаюсь. Я сам есть обвинитель, а не подсудимый. Вы не властны меня судить, поскольку жидороссийская империя — не есть правовое государство! Это надо твёрдо помнить.

Затикян закончил своё последнее слово призывом на армянском языке:

Передайте другим, что нам остаётся месть, месть и ещё раз месть!
(Дословно: «Передайте людям, что это были последние слова Степана: Месть, месть и ещё раз месть»)
24 января все обвиняемые были признаны судом виновными и приговорены к высшей мере наказания — смертной казни через расстрел. 30 января Президиум Верховного совета СССР отклонил ходатайство о помиловании, и в тот же день приговорённые были расстреляны. Единственной информацией о суде и приговоре в центральной печати была краткая заметка в газете «Известия» от 31 января 1979 года:

Судебная коллегия по уголовным делам Верховного суда СССР рассмотрела в открытом заседании уголовное дело по обвинению особо опасного рецидивиста Затикяна С. С. и двух его сообщников в совершении в январе 1977 года в вагоне Московского метрополитена взрыва, повлекшего за собой человеческие жертвы. В ходе судебного разбирательства вина подсудимых полностью доказана показаниями свидетелей, заключениями экспертиз и другими материалами дела. Затикян и его сообщники приговорены к исключительной мере наказания — смертной казни. Приговор приведен в исполнение.

В Армении руководство пыталось замалчивать этот факт. Как отмечал бывший начальник 5-го управления КГБ СССР Филипп Бобков, «по указанию первого секретаря ЦК компартии Армении Демирчяна ни одна газета, выходившая на армянском языке, не опубликовала сообщения о террористическом акте». Карен Демирчян препятствовал следствию, однако впоследствии, после предъявления доказательств, согласился с выводами следственной группы. Бобков высказал предположение, что к терактам имела отношение Армянская секретная армия освобождения Армении:
…мне стало известно об этом странном поведении председателя КГБ Армении Юзбашьяна. Он тщательно скрывал от руководства КГБ СССР информацию о действиях в республике представителей международной армянской террористической организации — Армянская секретная армия освобождения Армении «АСАЛА», созданной взамен «Дашнакцутюн». Именно этой организации принадлежит разработка взрывов в московском метро…
Отвечая на обвинения в фальсификации дела, бывший следователь КГБ СССР Аркадий Яровой, занимавшийся расследованием теракта, в 2004 году заявил:

Я могу только сказать, что мы честно делали своё дело и сегодня я могу спокойно смотреть в глаза своим детям и внукам. Что касается Затикяна, то я бы говорил не столько о его антисоветских, сколько о сепаратистских настроениях, которые в конце концов привели его на скамью подсудимых.

## Протесты советских диссидентов
Некоторые советские диссиденты, в частности, Андрей Сахаров, протестовали против приговора, утверждая, что вина осуждённых «не доказана». Объектом критики был прежде всего закрытый характер процесса. В своём письме Леониду Брежневу 30 января 1979 года Сахаров требовал приостановки исполнения приговора и нового судебного разбирательства. По его словам,
Есть веские основания опасаться, что в этом деле имеет место судебная ошибка или умышленная фальсификация. Затикян не находился в Москве в момент взрыва в метро — много свидетелей могут подтвердить его алиби; следствие не проявило никакой заинтересованности в выяснении этого и других важных обстоятельств. Суд без всякой к тому необходимости был полностью закрытым и секретным, даже родственники ничего не знали о его проведении. Такой суд, на котором полностью нарушен принцип гласности, не может установить истину…

## Альтернативные версии
Как утверждали в 1980-х годах некоторые советские диссиденты, а также историки М. Я. Геллер и А. М. Некрич, существует ряд фактов, ставящих под сомнение причастность Затикяна к взрывам:
- По утверждению А. Д. Сахарова, во время свидания с братом Затикян заявил: «Я не виновен ни в чём, кроме того что оставил своих детей сиротами»[16].
- Согласно книге А. Д. Сахарова, по утверждениям знавших Затикяна людей, террор в его принципы не входил[16][17].
- По утверждениям некоторых правозащитников, на заключённых в ереванских тюрьмах оказывалось давление, чтобы они дали показания, что Затикян замышлял теракт[16][18].
- Некрич и Геллер в книге, изданной в 1996 году, утверждали, что все обвиняемые имели алиби[19].

По мнению Сахарова, «корреспонденция Виктора Луи явно была пробным шаром, прощупыванием реакции. За ней, при отсутствии отпора, мог последовать удар по диссидентам. Силу его заранее предугадать было нельзя. Кроме того, нельзя было исключать, что сам взрыв был провокацией, быть может, имеющей, а, быть может, и не имеющей прямого отношения к инакомыслящим».
«Хроника текущих событий» утверждала, что сразу же после взрыва многие видные диссиденты были допрошены в связи с ним, и от них требовали доказательств своей непричастности к взрыву; в «вопросниках», составленных следствием и направленных осуждённым диссидентам, просматривалась попытка связать НОП с Хельсинкской группой.
11 января 1977 года А. Д. Сахаров узнал из радиопередачи о статье Виктора Луи. Встревоженный возможным обвинением диссидентов в терроризме, он на следующий день обнародовал «Обращение к мировой общественности», где сообщал всё, что ему было известно об обстоятельствах взрыва и о статье Виктора Луи, напомнил о ненасильственных принципах диссидентов и о событиях, которые он расценивал как беззаконные действия властей, в частности, убийствах ряда диссидентов, в которых подозревалось КГБ. В конце «Обращения» он писал:

Я не могу избавиться от ощущения, что взрыв в московском метро и трагическая гибель людей — это новая и самая опасная за последние годы провокация репрессивных органов. Именно это ощущение и связанные с ним опасения, что эта провокация может привести к изменению всего внутреннего климата страны, явились побудительной причиной для написания этой статьи. Я был бы очень рад, если бы мои мысли оказались неверными. Во всяком случае, я хотел бы надеяться, что уголовные преступления репрессивных органов — это не государственная, санкционированная свыше новая политика подавления и дискредитации инакомыслящих, создания против них «атмосферы народного гнева», а пока только преступная авантюра определённых кругов репрессивных органов, не способных к честной борьбе идей и рвущихся к власти и влиянию. Я призываю мировую общественность потребовать гласного расследования причин взрыва в московском метро 8 января с привлечением к участию в следствии иностранных экспертов и юристов… 
24 января Сахаров был вызван в Прокуратуру СССР, где ему предъявили официальное предупреждение об уголовной ответственности в связи со сделанным им «заведомо ложным и клеветническим» заявлением. Сахаров подписать «предупреждение» отказался и заявил:

Я прежде всего должен уточнить сказанное вами относительно моего последнего заявления. В нём нет прямого обвинения органов КГБ в организации взрыва в московском метро, но я высказываю определённые опасения (ощущения, как у меня написано). Я высказываю в нём также надежду, что это не было санкционированное свыше преступление. Но я сознаю острый характер моего заявления и не раскаиваюсь в нём. В острых ситуациях необходимы острые средства. Если в результате моего заявления будет проведено объективное расследование и найдены истинные виновники, а невинные не пострадают, если провокация против диссидентов не будет осуществлена, я буду чувствовать большое удовлетворение. Я имею сейчас веские основания для опасений. Это — провокационная статья Виктора Луи в газете «Лондон ивнинг ньюс», до сих пор не дезавуированная газетой. Это начавшиеся допросы о местонахождении в момент взрыва лиц, относительно которых мне ясна их непричастность. Это многие убийства последних месяцев, в которых можно предполагать участие КГБ и которые не были расследованы. Я упомяну о двух из них — об убийстве поэта Константина Богатырёва и юриста Евгения Брунова. Вы ничего не сказали об этих убийствах, занимающих важное место в моей аргументации.
В тот же день Сахаров созвал пресс-конференцию, на которой передал иностранным журналистам запись беседы в прокуратуре; это тотчас стало достоянием мировой общественности. 26 января ТАСС издало сообщение о вызове Сахарова в прокуратуру под заголовком «Клеветник предупреждён». 28 января Госдепартамент США выразил озабоченность в связи с угрозами академику Сахарову.
Предполагали, что после выступления Сахарова сценарий, предусматривавший расправу с диссидентами под предлогом их причастности к взрыву, был изменён из страха испортить отношения с Западом.
По свидетельству А. Сахарова, часть диссидентов была твёрдо уверена, что взрывы — «дело рук КГБ»; другие допускали возможность вины Затикяна. Сахаров так передаёт их доводы и свою собственную позицию:

Некоторые убеждены, что всё дело — сплошная фальсификация КГБ: первоначально — с целью расправы над всеми инакомыслящими или с какой-то иной провокационной целью; потом, когда вышла осечка, — с целью расправы над НОП. Сторонники этой теории считают, что все вещественные доказательства сфабрикованы КГБ, что Багдасарян и Степанян сотрудничали с КГБ либо только на стадии следствия, либо даже на стадии осуществления преступления, что им было обещано сохранить жизнь и именно поэтому их фамилии не упоминаются в печати. Возможно, что потом договорённость была нарушена той или иной стороной. (…) Другие мои друзья считают, что Затикян и его товарищи — типичные националисты, подобно баскам, ИРА и т. п., и что нет ничего неожиданного в том, что кто-то в СССР стал террористом. Вина обвиняемых неопровержимо доказана, отсутствие гласности — в традиции политических процессов в СССР, а в данном случае КГБ мог опасаться вызвать цепную реакцию терроризма. Что касается меня, то я вижу слабые места в обеих крайних позициях. Моя позиция — промежуточная, а точней — неопределённая. Я по-прежнему считаю правильным своё письмо Брежневу, так как считаю, что без подлинной гласности подобное дело не может быть объективно рассмотрено, тем более что альтернативным обвинителем является КГБ.
Один из лидеров подпольной Неокоммунистической партии Советского Союза А. Н. Тарасов сообщает в своих воспоминаниях, что спустя четыре месяца после взрывов он был задержан по подозрению в их организации и освобождён только после того, как доказал своё «трёхсотпроцентное» алиби (он во время теракта лежал в больнице); Тарасов высказал «сильные сомнения в том, что Затикян и двое его товарищей, расстрелянных по этому делу, действительно взрывали эту бомбу».
Бежавший на Запад полковник первого главного управления КГБ СССР Олег Гордиевский придерживался мнения, что трое армян были выбраны в качестве «козлов отпущения» в деле этого теракта. Диссидент Сергей Григорьянц также утверждает, что взрывы выполнялись группой «Альфа» по заданию Юрия Андропова и Филиппа Бобкова.

### Видео и фото
- Телепередача «Следствие вели» // НТВ
- Документальный фильм «Подрывники» — режиссёр Андрей Дутов из цикла «Живая история»
- Фотографии с мест взрывов, макеты применённых взрывных устройств // Сайт ФСБ

### Официальная версия
- [militera.lib.ru/memo/russian/udilov_vn01/index.html В. Н. Удилов «Записки контрразведчика. Взгляд изнутри»] // М.: 1994
- Следствие и суд по делу о взрывах в Москве. Часть первая
- Следствие и суд по делу о взрывах в Москве. Часть вторая
- Как надо ловить террористов
- Мы собирали и плавили снег
- Террор советских времен
- Тарас Галюк. Терророзащитники // «Спецназ России» : газета. — 2004. — 20 февраля (№ 02 (89)). Архивировано 10 марта 2005 года.
- Национальные проблемы
- Укротители адских машин
- Все теракты в московском метро
- Троллейбусная война // Коммерсантъ, 13 июля 1996
- Огонек: даты

### Альтернативная версия
- Сахаров А. Д. Воспоминания Архивная копия от 25 февраля 2008 на Wayback Machine
- Московская Хельсинкская группа. Заявление по поводу казни Степана Затикяна и двух других неназванных лиц
- «Самиздат» о деле Затикяна
- Хейфец М. Р. Национальная Объединённая Партия Армении
- Армянское национальное движение
- Взрыв в московском метро 1977 г. (из книги «Полвека советской перестройки»). Сергей Григорьянц. 2016